# Chybný odpal

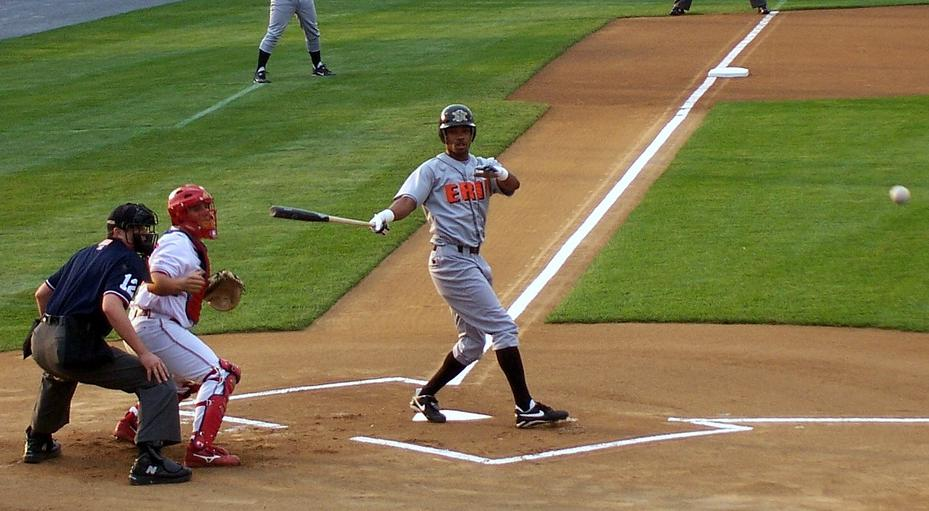
Nook Logan odpaluje chybným odpalem - míč jde jasně mimo výseč.

Chybný odpal (foul ball) je baseballový a softballový termín označující odpálený míč, který:
- dopadne nebo doputuje do zámezí mezi domácí a první nebo domácí a třetí metou, nebo
- se odrazí z pole do zámezí před první nebo třetí metou, nebo
- nejprve dopadne do zámezí za úrovní první nebo třetí mety, nebo
- se v zámezí nebo nad ním dotkne rozhodčího, hráče, jakékoli části hráčovy výzbroje, jiné osoby či jiného předmětu, který nepatří ke hře.

Pokud je odpálený míč posouzený jako chybný, tak se stává mrtvým, běžci se musí vrátit na jejich původní mety a pálkař se vrací na odpal. Pokud měl pálkař méně než dva strajky, je mu jeden strajk započítán (nemůže být tedy tímto způsobem vyautován).
Jestliže je míč chycen polařem v zámezí před tím, než míč dopadne na zem, pak se nejedná o chybný odpal a pálkař je automaticky aut.

## Speciální případy
- Pokud se polař pokouší chytit míč, který padá do zámezí, dotkne se ho, ale chytit se mu ho nepodaří, jedná se i tak o chybný odpal. Při posuzování, zda byl míč v zámezí, se bere v úvahu pozice míče (vůči pomezní čáře) ve chvíli, kdy se ho polař dotkne, nikoliv místo, kam se od něj míč případně odrazí.
- Pokud pálkař pouze lehce tečuje míč, který poté přímo chytí chytač, nejedná se o chybný odpal ani o aut, ale o tečovaný odpal.